# Ольгино (Московская область)
Ольгино — деревня в Ступинском районе Московской области в составе Семёновского сельского поселения (до 2006 года входила в Семёновский сельский округ). На 2015 год Ольгино, фактически, дачный посёлок: при 4 жителях в деревне 3 улицы и 38 садовых товариществ. Впервые в доступных источниках упоминается в XVI веке, как деревня Дурово, с 1862 года — как Ольгино-Дурово, с 1926 года — Ольгино.

## Население
| 2002 | 2006 | 2010 |
| ---- | ---- | ---- |
| 10   | ↘0   | ↗4   |

Ольгино расположено на северо-западе района, у границы с городским округом Домодедово, у истоков безымянного ручья бассейна реки Лопасня, высота центра деревни над уровнем моря — 183 м. Ближайшие населённые пункты: Петрищево — примерно в 1,5 км на юго-восток, Привалово — около 1,8 км на юг и Сумароково — примерно в 2,5 км на юго-запад.